# Famciclovir
Famciclovir là một loại thuốc chống vi rút tương tự guanosine được sử dụng để điều trị các bệnh nhiễm trùng herpesvirus khác nhau, phổ biến nhất là herpes zoster (bệnh zona). Nó là một dạng prodrug của penciclovir với khả dụng sinh học đường uống được cải thiện. Famciclovir được bán trên thị trường dưới tên thương mại Famvir (Novartis).
Famciclovir được cấp bằng sáng chế vào năm 1983 và được chấp thuận cho sử dụng y tế vào năm 1994. Năm 2007, Cục Quản lý Thực phẩm và Dược phẩm Hoa Kỳ đã phê duyệt phiên bản chung đầu tiên của famciclovir. Viên nén thông thường được sản xuất bởi TEVA Dược phẩm và Dược phẩm Mylan.

## Sử dụng trong y tế
Famciclovir được chỉ định để điều trị herpes zoster (bệnh zona), điều trị virus herpes simplex 2 (herpes sinh dục), herpes labialis (loét lạnh) ở bệnh nhân suy giảm miễn dịch  và để ngăn chặn các đợt tái phát miễn dịch  virus herpes đơn giản 2. Nó cũng được chỉ định để điều trị các đợt herpes đơn giản tái phát ở bệnh nhân HIV.

## Tác dụng phụ
Tác dụng phụ: đau bụng nhẹ đến cực độ, đau đầu, sốt nhẹ.

## Mụn rộp
Một số nghiên cứu ở người và chuột cung cấp bằng chứng cho thấy điều trị sớm bằng famciclovir ngay sau khi nhiễm herpes đầu tiên có thể làm giảm đáng kể khả năng bùng phát trong tương lai. Sử dụng famciclovir theo cách này đã được chứng minh là làm giảm lượng virus tiềm ẩn trong hạch thần kinh so với không điều trị hoặc điều trị bằng valaciclovir. Một đánh giá về các đối tượng của con người được điều trị trong năm ngày với famciclovir 250 mg ba lần mỗi ngày trong đợt herpes đầu tiên của họ cho thấy chỉ có 4.2% trải qua tái phát trong vòng sáu tháng sau khi bùng phát lần đầu, giảm năm lần so với 19% ở bệnh nhân điều trị bằng acyclovir. Không có thuốc ảnh hưởng đến độ trễ nếu điều trị bị trì hoãn trong vài tháng.